# Мелитон (Хадзис)
Митрополи́т Мелито́н (греч. Μητροπολίτης Μελίτων, в миру Соти́риос Хадзи́с, греч. Σωτήριος Χατζής; 1913, Константинополь — 27 декабря 1989, Кадыкёй, Стамбул) — епископ Константинопольской православной церкви, митрополит Халкидонский. Активный участник экуменического движения, автор термина «диалог любви».

## Биография
Окончил Французский лицей в Константинополе. В 1934 году окончил Богословскую школу на острове Халки.
В 1934 году митрополитом Халкидонским Максимом (Вапордзисом) был рукоположён в сан диакона с наречением имени Мелитон, после чего служил архидиаконом Халкидонской митрополии.
В марте 1938 года Патриарх Вениамин назначил его младшим секретарём Священного Синода Константинопольской Патриархии. Одновременно он становится проповедником Константинопольской архиепископии.
В 1941 году освобождён от должности младшего секретаря Синода, и митрополитом Христопольским Мелетием был рукоположён в сан священника с возведением в сан архимандрита.
С 1947 года занимает должность Великого протосингела Константинопольской Патриархии.
30 ноября 1950 году рукоположен во епископа Имврского и Тенедского с возведением в сан митрополита.
С 1956 года — член Экзархии по вопросам Святой Горы.
В 1958 году член патриаршей делегации при Элладской Церкви.
После смерти архиепископа Северной и Южной Америки Михаила (Константинидиса) большинство членов Синода Константинопольского Патриархата хотели избрать на вдовствующую кафедру митрополита Мелитона (Хадзиса), однако Патриарх Афинагор и премьер-министр Греции Костас Караманлис настаивали на кандидатуре митрополита Мелитского Иакова (Кукузиса). После того как 7 членов Священного Синода из 12 высказались против его кандидатуры, они были выведены из состава Синода. В итоге 14 февраля 1959 года митрополит Иаков был избран на американскую кафедру Синодом, состоящим из 5 членов.
24 сентября по 1 октября 1961 года — член патриаршей делегации на перовом Всеправославном Совещании на острове Родос.
19 ноября — 5 декабря 1961 года принимал участие в 3-й ассамблее Всемирного совета церквей (ВСЦ) в Нью-Дели и был избран членом Центрального Комитета ВСЦ.
С 19 февраля 1963 года — митрополит Илиопольский и Фирский.
11—26 июля 1963 года участвовал в работе IV Всемирной конференции «Вера и церковное устройство» в Монреале.
26—29 сентября 1963 года — председатель второго Всеправославного совещания на острове Родос.
C 1 по 15 ноября 1964 года — председатель третьего Всеправославного совещания на острове Родос.
В 1965 году вручил соответствующие решения 3-го Всеправославного Совещания кардиналу Августину Беа, председателю Секретариата по содействию христианскому единству, Архиепископу Кентерберийскому Майклу Рамсею и Архиепископу Утрехтскому Андреасу Ринкелю.
В июле того же года встречался с папой римским Павлом VI в связи с решением Второго Ватиканского Собора об упразднении анафемы 1054 года между Римом и Константинополем.
В феврале—марте 1966 года был гостем Московской Патриархии, «убедился в жизненности РПЦ».
25 октября 1966 года избран митрополитом Халкидонским, что являлось признанием его заслуг — Халкидонская кафедра являлась первой по чести в Константинопольской церкви после Патриаршей
8—15 июня 1968 года председательствовал на IV Всеправославном совещании в Шамбези, пригороде Женевы.
После смерти Патриарха Афинагора в 1972 году рассматривался как его возможный преемник, но турецкие власти вычеркнули его имя из списка кандидатов на Патриарший престол вместе с именами некоторых других иерархов.
21—28 ноября 1976 года участвовал в Первом предсоборном всеправославном совещании.
19 июня 1977 года возглавил делегацию Константинопольской православной церкви на интронизации Патриарха Румынского Иустина.
3-12 сентября 1982 года участвовал во Втором предсоборном всеправославном совещании.
Продолжал активно трудиться на Фанаре до 1984 года, когда пережил инсульт.
Скончался 27 декабря 1989 года в своём доме в Халкидоне. Отпевание состоялось 30 декабря в Свято-Троицком соборе в Халкидоне. Похоронен на кладбище святого Игнатия Халкидонского рядом с могилами его предшественников по кафедре.
Был наставником нынешнего Патриарха Варфоломея и других иерархов.

## Публикации
- Его Блаженству Патриарху Московскому и всея Руси Алексию [извещение о начале работы Всеправославного Совещания в Женеве] // Журнал Московской Патриархии. 1968. — № 7. — С. 6.
- Его Блаженству Патриарху Пимену [извещение о начале работы Всеправославного предсоборного совещания] // Журнал Московской Патриархии. 1977. — № 1. — С. 11.
- Высокопреосвященному Никодиму, Митрополиту Ленинградскому и Новгородскому [извещение о начале работы Всеправославного предсоборного совещания и пожелание скорейшего выздоровления] // Журнал Московской Патриархии. 1977. — № 1. — С. 11.
- Ответное слово от имени делегаций — участников празднования в Богоявленском патриаршем соборе 28 мая 1978 года // Журнал Московской Патриархии. 1978. — № 8. — С. 36.